# Ruder-Weltmeisterschaften 1991
Die Ruder-Weltmeisterschaften 1991 fanden in Wien, Österreich, statt. Eigens für diese Weltmeisterschaften wurde ein neues Rudersportzentrum an der Neuen Donau bei der Steinspornbrücke errichtet, das auch heute noch den Ruderern als Trainingsstätte dient. Die Strecke verläuft von Südost nach Nordwest, was – ohne eine Bahn zu bevorteilen – genau in Hauptwindrichtung (meist Gegenwind, manchmal auch 180° entgegengesetzter Mitwind) liegt. Der Startbereich liegt in einer FKK-Zone; bei den Weltmeisterschaften hatte man die Anhänger der Freikörperkultur (FKK) gebeten, nicht nackt durch die Gegend zu laufen.
Sportlich waren diese Ruder-Weltmeisterschaften für das Veranstalterland Österreich durchaus erfolgreich, wenngleich Gold fehlte. Denn die Jahre zuvor, 1989 im Leichtgewichts-Doppelzweier durch Walter Rantasa und Christoph Schmölzer in Bled (Slowenien) und 1990 im Doppelzweier durch Christoph Zerbst und Arnold Jonke in Tasmanien, hatte Österreich jeweils einen Weltmeistertitel nach Hause gebracht. In Wien gab es durch Rantasa und Schmölzer „nur“ Silber im Leichtgewichts-Doppelzweier sowie durch Hermann Bauer und Karl Sinzinger im Zweier ohne Steuermann Bronze. Die mitfavorisierten Jonke und Zerbst schieden im Männer-Doppelzweier im Semifinale aus dem Titelrennen aus.
Bei diesen Weltmeisterschaften gab es erstmals nach der deutschen Wiedervereinigung eine gemeinsame deutsche Mannschaft, welche mit 12 Medaillen (davon sieben in Gold) stärkste Nation war. Eines der deutschen Siegerboote war der Vierer mit Steuermann, in einer bis heute (Stand 2017) nicht unterbotenen Weltbestzeit.
Unvergessen bleibt auch die erste Medaille Sloweniens im Zweier ohne Steuermann, unmittelbar nach der Ausrufung der Unabhängigkeit des späteren EU-Staates. Sie wurde von slowenischen Fans mit Fahnen und damit, dass man die erfolgreichen Sportler ins Wasser warf, enthusiastisch gefeiert.

## Ergebnisse

### Männer
| Bootsklasse                                  | Gold | Gold    | Silber | Silber  | Bronze | Bronze  |
| -------------------------------------------- | --- | ------- | --- | ------- | --- | ------- |
| Einer (M1x)                                  | Deutschland Thomas Lange | 6:41,29 | Tschechoslowakei Václav Chalupa | 6:45,26 | Polen Kajetan Broniewski | 6:48,91 |
| Leichtgewichts-Einer (LM1x)                  | Irland Niall O’Toole | 6:49,17 | Deutschland Peter Uhrig | 6:49,96 | Belgien Wim van Belleghem | 6:52,26 |
| Doppelzweier (M2x)                           | Niederlande Nico Rienks Henk-Jan Zwolle | 6:06,14 | Sowjetunion Uģis Lasmanis Leonid Schaposchnykow | 6:07,49 | Deutschland Oliver Grüner André Steiner | 6:08,36 |
| Leichtgewichts-Doppelzweier (LM2x)           | Deutschland Michael Buchheit Kai von Warburg | 6:20,04 | Österreich Walter Rantasa Christoph Schmölzer | 6:25,29 | Niederlande Jan van Bekkum Daan Boddeke | 6:26,22 |
| Doppelvierer (M4x)                           | Sowjetunion Walerij Dossenko Sergei Kinjakin Mykola Tschupryna Guirts Vilks                                                                                            | 6:08,39 | Italien Alessandro Corona Gianluca Farina Massimo Paradiso Filippo Soffici                                                                                    | 6:11,21 | Niederlande Rutger Arisz Koos Maasdijk Hans Keldermann Ronald Florijn                                                                                             | 6:13,03 |
| Leichtgewichts-Doppelvierer (LM4x)           | Australien Stephen Hawkins Bruce Hick Gary Lynagh Simon Burgess | 6:37,02 | Schweden Joakim Brischewski Bo Ekros Lars-Johan Flodin Per Lundberg                                                                                           | 6:37,25 | Frankreich Roland Galliac Patrick Maiore Laurent Porchier Thierry Renault                                                                                         | 6:38,02 |
| Zweier ohne Steuermann (M2-)                 | Vereinigtes Königreich Matthew Pinsent Steven Redgrave | 6:21,35 | Jugoslawien Iztok Čop Denis Žvegelj | 6:24,18 | Österreich Hermann Bauer Karl Sinzinger | 6:24,51 |
| Zweier mit Steuermann (M2+)                  | Italien Carmine Abbagnale Giuseppe Abbagnale Giuseppe Di Capua (Stm.)                                                                                                  | 7:34,39 | Polen Piotr Basta Tomasz Mruczkowski Bartosz Sroga (Stm.) | 7:35,83 | Tschechoslowakei Michal Dalecký Dušan Macháček Oldřich Hejdušek (Stm.)                                                                                            | 7:38,02 |
| Vierer ohne Steuermann (M4-)                 | Australien Andrew Cooper Nick Green Mike McKay James Tomkins | 6:29,69 | Vereinigte Staaten Thomas Bohrer Patrick Manning Jeffrey McLaughlin Michael Porterfield                                                                       | 6:32,22 | Deutschland Markus Bräuer Andreas Lütkefels Stefan Scholz Markus Vogt                                                                                             | 6:34,43 |
| Leichtgewichts-Vierer ohne Steuermann (LM4-) | Vereinigtes Königreich Christopher Bates Toby Hessian Tom Kay Carl Smith                                                                                               | 5:57,60 | Italien Sabino Bellomo Franco Cattaneo Danilo Fraquelli Alfredo Striani                                                                                       | 5:58,61 | Spanien Juan Luis Aguirre Barco Fernando Climent Huerta José María de Marco Pérez Fernando Molina Castillo                                                        | 6:00,85 |
| Vierer mit Steuermann (M4+)                  | Deutschland Armin Eichholz Bahne Rabe Matthias Ungemach Armin Weyrauch Jörg Dederding (Stm.)                                                                           | 5:58,96 | Rumänien Dănuț Dobre Dragoș Neagu Valentin Robu Ioan Șnep Dumitru Răducanu (Stm.)                                                                             | 6:00,29 | Polen Wojciech Jankowski Maciej Łasicki Jacek Streich Tomasz Tomiak Michał Cieślak (Stm.)                                                                         | 6:01,30 |
| Achter (M8+)                                 | Deutschland Roland Baar Dirk Balster Claas-Peter Fischer Jürgen Hecht Wolfgang Klapheck Martin Steffes-Mies Thorsten Streppelhoff Ansgar Wessling Manfred Klein (Stm.) | 5:50,98 | Kanada Darren Barber Andy Crosby Robert Marland Derek Porter Michael Rascher Bruce Robertson Don Telfer John Wallace Terry Paul (Stm.)                        | 5:51,68 | Vereinigtes Königreich Martin Cross Tim Foster Anton Obholzer Richard Phelps Gregory Searle Jonathan Searle Jonny Singfield Richard Stanhope Garry Herbert (Stm.) | 5:52,74 |
| Leichtgewichts-Achter (LM8+)                 | Italien Enrico Barbaranelli Domenico Cantoni Carlo Gaddi Pasquale Marigliano Fabrizio Ranieri Fabrizio Ravasi Andrea Re Roberto Romanini Gaetano Iannuzzi (Stm.)       | 6:13,21 | Frankreich Stephane Barre Sébastien Bel Bruno Boucher Stephane Guerinot Laurent Irazusta Benoit Masson Antoine Orieux Jose Oyarzabal Philippe Spinelli (Stm.) | 6:13,40 | Vereinigte Staaten Tom Auth David Collins Tom Hartley Robert Hermann Dale Hurley James Manson Eduardo Montalvo Brian Varga Michael O’Gorman (Stm.)                | 6:15,25 |

### Frauen
| Bootsklasse                                  | Gold | Gold    | Silber | Silber  | Bronze | Bronze  |
| -------------------------------------------- | --- | ------- | --- | ------- | --- | ------- |
| Einer (W1x)                                  | Kanada Silken Laumann | 8:17,58 | Rumänien Elisabeta Lipă-Oleniuc | 8:20,53 | Belgien Annelies Bredael | 8:21,96 |
| Leichtgewichts-Einer (LW1x)                  | Neuseeland Philippa Baker | 7:29,99 | Niederlande Laurien Vermulst | 7:32,41 | Dänemark Mette Bloch Jensen | 7:33,17 |
| Doppelzweier (W2x)                           | Deutschland Kathrin Boron Beate Schramm | 6:44,71 | Rumänien Anișoara Bălan-Dobre Elisabeta Lipă-Oleniuc | 6:46,40 | Sowjetunion Kazjaryna Karsten Sarija Sakirowa | 6:47,36 |
| Leichtgewichts-Doppelzweier (LW2x)           | Deutschland Claudia Waldi Christiane Weber | 7:58,53 | Vereinigte Staaten Lindsay Burns Teresa Zarzeczny | 8:00,16 | Dänemark Elisabeth Fraas Ulla Jensen | 8:06,32 |
| Doppelvierer (W4x)                           | Deutschland Kerstin Köppen Claudia Krüger Sybille Schmidt Jana Sorgers-Rau                                                                        | 6:55,85 | Sowjetunion Jelena Chlopzewa Marja Omeljanowitsch Tetjana Ustjuschanina Mira Waganowa                                                                    | 7:00,37 | Rumänien Constanța Burcică Anișoara Bălan-Dobre Doina Ignat Fanica Costea | 7:04,86 |
| Zweier ohne Steuerfrau (W2-)                 | Kanada Kathleen Heddle Marnie McBean | 6:57,42 | Deutschland Stefani Werremeier Ingeburg Schwerzmann | 6:59,55 | Vereinigtes Königreich Miriam Batten Fiona Freckleton | 7:02,28 |
| Vierer ohne Steuerfrau (W4-)                 | Kanada Kirsten Barnes Jennifer Doey Jessica Monroe Brenda Taylor                                                                                  | 6:25,47 | Vereinigte Staaten Shelagh Donohoe Cynthia Eckert Stephanie Maxwell-Pierson Anna Seaton                                                                  | 6:27,39 | Deutschland Kathrin Haacker Gabriele Mehl Cerstin Petersmann Judith Zeidler | 6:30,30 |
| Leichtgewichts-Vierer ohne Steuerfrau (LW4-) | Volksrepublik China Fei Li Sanmei Liang Xiaoli Liao Shaoyan Ou                                                                                    | 7:37,06 | Vereinigtes Königreich Alison Brownless Katharine Brownlow Anna Marie Dryden Claire Davies                                                               | 7:41,15 | Vereinigte Staaten Christine Smith Ellen Minzner Alison Shaw Kelly Sherman | 7:43,99 |
| Achter (W8+)                                 | Kanada Kirsten Barnes Megan Delehanty Jennifer Doey Kathleen Heddle Kelly Mahon Marnie McBean Jessica Monroe Brenda Taylor Lesley Thompson (Stf.) | 6:28,20 | Sowjetunion Irina Gribko Natalia Grigorjewa Ekaterina Kotko Tomas Smitas Natalja Stasiuk Sarmīte Stone Marina Suprun Marina Snak Jelena Medwedewa (Stf.) | 6:28,73 | Rumänien Doina Snep-Bălan Adriana Chelariu-Bazon Iulia Bobeică Veronica Cochela Mărioara Curelea Viorica Neculai-Ilica Maria Pădurariu Doina Ciucanu-Robu Elena Georgescu (Stf.) | 6:34,07 |

## Medaillenspiegel
| Platz | Land                   | Gold | Silber | Bronze | Gesamt |
| ----- | ---------------------- | ---- | ------ | ------ | ------ |
| 1     | Deutschland            | 7    | 2      | 3      | 12     |
| 2     | Kanada                 | 4    | 1      |        | 5      |
| 3     | Italien                | 2    | 2      |        | 4      |
| 4     | Vereinigtes Königreich | 2    | 1      | 2      | 5      |
| 5     | Australien             | 2    |        |        | 2      |
| 6     | Sowjetunion            | 1    | 3      | 1      | 5      |
| 7     | Niederlande            | 1    | 1      | 2      | 4      |
| 8     | Volksrepublik China    | 1    |        |        | 1      |
| 8     | Irland                 | 1    |        |        | 1      |
| 8     | Neuseeland             | 1    |        |        | 1      |
| 11    | Rumänien               |      | 3      | 2      | 5      |
| 11    | Vereinigte Staaten     |      | 3      | 2      | 5      |
| 13    | Polen                  |      | 1      | 2      | 3      |
| 14    | Österreich             |      | 1      | 1      | 2      |
| 14    | Frankreich             |      | 1      | 1      | 2      |
| 14    | Tschechoslowakei       |      | 1      | 1      | 2      |
| 17    | Schweden               |      | 1      |        | 1      |
| 17    | Jugoslawien            |      | 1      |        | 1      |
| 19    | Belgien                |      |        | 2      | 2      |
| 19    | Dänemark               |      |        | 2      | 2      |
| 21    | Spanien                |      |        | 1      | 1      |
| Summe | Summe                  | 22   | 22     | 22     | 66     |